# 飯田祥二郎
飯田 祥二郎（いいだ しょうじろう、1888年〈明治21年〉8月8日 - 1980年〈昭和55年〉1月23日）は、日本の陸軍軍人。最終階級は陸軍中将。

## 経歴
山口県出身。飯田俊助陸軍中将男爵の二男として生まれる。熊本陸軍地方幼年学校、中央幼年学校を経て、1908年（明治41年）5月、陸軍士官学校（20期）を卒業。同年12月、歩兵少尉に任官し歩兵第42連隊付となる。1915年（大正4年）12月、陸軍大学校（27期）を卒業した。
臨時軍事調査委員、陸軍省軍務局課員（軍事課）、欧州出張、陸軍歩兵学校教官、歩兵第44連隊大隊長、歩兵学校教官、第4師団参謀、歩兵学校教官、近衛歩兵第4連隊長、第4師団参謀長を経て、1937年（昭和12年）3月、陸軍少将に進級。
兵務局長、第1軍参謀長、台湾混成旅団長などを歴任し、1939年（昭和14年）8月、陸軍中将に昇進。近衛師団長、第25軍司令官を経て、太平洋戦争初期には第15軍司令官となり、ビルマ攻略を指揮した。また、その前にタイ王国への平和進駐という任務を成功させた（ごく少数のタイ軍人は抵抗した。詳しくは、日泰攻守同盟条約を参照）。ビルマ攻略後、バー・モウを釈放し、彼との協調を通じてビルマ独立への下地を築いた。
防衛総司令部付、中部軍司令官を経て、1944年（昭和19年）12月に予備役となるが、戦争末期に召集を受け、1945年（昭和20年）7月、関東軍隷下の第30軍司令官となり、ソ連軍と交戦、捕虜となる。終戦後5年間シベリア抑留となり、1950年（昭和25年）4月に復員した。

## 栄典
位階
- 1909年（明治42年）3月1日 - 正八位[5]
- 1912年（明治45年）3月1日 - 従七位[6]
- 1917年（大正6年）3月20日 - 正七位[7]
- 1922年（大正11年）4月20日 - 従六位[8]
- 1927年（昭和2年）5月16日 - 正六位[9]
- 1932年（昭和7年）6月15日 - 従五位[10]
- 1937年（昭和12年）5月1日 - 正五位[11]
- 1939年（昭和14年）10月12日 - 従四位
- 1941年（昭和16年）10月15日 - 正四位
- 1944年（昭和19年）
  - 11月1日 - 従三位
  - 12月27日 - 正三位

勲章
- 1939年（昭和14年）4月13日 - 勲二等瑞宝章[12]
- 1942年（昭和17年）8月19日 - 旭日大綬章[13]
- 1940年（昭和15年）8月15日 - 紀元二千六百年祝典記念章[14]

外国勲章佩用允許
- 1941年（昭和16年）12月9日 - 満州帝国：建国神廟創建記念章[15]

## 親族
- 兄 飯田精太郎（運輸通信次官・貴族院男爵議員・参議院議員）[1]
- 義父 三好成行（陸軍中将）[1]
- 娘婿 国武輝人（陸軍中佐）[1]

## 著書
- 『戦陣夜話』非売品、1967年